# Yarisleidis Cirilo
Yarisleidis Cirilo Duboys, née le 10 mai 2002 à Guantánamo (Cuba), est une céiste cubaine, spécialiste de la course en ligne. Elle est double championne du monde et médaillée de bronze au niveau olympique.

## Carrière
En 2023, Cirilo est couronnée championne du monde puis championne panaméricaine en C-1 200 m. Cette même année, elle se présente aux élections législatives et élue pour représenter la ville de Guantánamo à l'Assemblée nationale du pouvoir populaire.
Aux Jeux olympiques d'été de 2024, Yarisleidis Cirilo devient la première Cubaine à remporter une médaille en kayak cours en ligne et termine sur la 3e marche du podium  du C-1 200 m derrière la Canadienne Katie Vincent et l'Américaine Nevin Harrison.